# Biocobre
Biocobre é uma liga de cobre com pureza equivalente ou maior que 99,99% e que passa pelo processo de nano raspagem. 
No Brasil, esse processo é conhecido como bio raspagem e é realizado sobre os materiais com o objetivo de aumentar o potencial antimicrobiano, capaz de eliminar microrganismos em menos tempo, tornando o material mais apto a combater agentes nocivos. Isto se dá por conta do aumento da área de contato dos íons de cobre, que já possuem propriedades antimicrobianas e que, ao entrarem em contato com microrganismos, têm área de atuação maior de reação contra vírus, fungos e bactérias, eliminando-os mais rápido do que em uma superfície antimicrobiana sem este processo.
Este processo foi patenteado e registrado pela empresa Biocobre, uma startup de Biotecnologia, criada com o objetivo de diminuir os riscos da contaminação pelo Novo Coronavírus. A empresa conseguiu adaptar o uso da liga Biocobre para uma espessura fina, tornando-a mais elástica, maleável e capaz de ser aplicada de maneira adesiva para utilização em corrimões, ônibus, botões de elevadores e maçanetas.
Em relação a outros materiais como o cobre comum ou o aço inox, o Biocobre conseguiu demonstrar cientificamente ser um material superior na luta contra infecções cruzadas. Em estudos realizados em laboratório de nível 3 de biossegurança, aptos para a manipulação desse tipo de vírus, os testes com Biocobre foram capazes de inativar mais de 77% do Sars-Cov-2 em menos de dois minutos, 95% em menos de 10 minutos e mais de 99% em até 30 minutos, o que é um tempo reduzido em comparação ao cobre comum, que teve o tempo divulgado de 4 horas para ser efetivo ou do aço inox que levou 72 horas.
A eficácia do cobre por si só na defesa contra superbactérias também foi apoiada por outros estudos. Uma pesquisa, financiada pelo Departamento de Defesa dos Estados Unidos, descobriu que o uso de cobre em superfícies de hospitais, incluindo grades de cabeceira, bandejas, postes intravenosos e apoios de braços de cadeiras, reduz as infecções relacionadas com a assistência à saúde, as chamadas de infecções hospitalares, em 58%. O que é um resultado espetacular, pois o impacto financeiro dessas doenças é bastante alto, já que elas aumentam o tempo de internação. No Brasil, a ANVISA aponta uma taxa de infecção hospitalar de 9%, com uma letalidade de 14,35%. 
O material ainda esta em fase de pesquisas e sua comercialização sendo realizada apenas para locais com alto índice de contaminação cruzada. 
1. ↑  https://jnanobiotechnology.biomedcentral.com/articles/10.1186/s12951-017-0306-1
2. ↑  https://www3.epa.gov/pesticides/chem_search/ppls/082012-00001-20140826.pdf
3. ↑  https://g1.globo.com/economia/pme/pequenas-empresas-grandes-negocios/noticia/2020/10/18/startup-desenvolve-pelicula-adesiva-que-evita-o-contagio-pelo-coronavirus-em-superficies.ghtml
4. ↑  https://www.band.uol.com.br/noticias/pelicula-de-biocobre-e-a-nova-arma-no-combate-a-covid-19-16312588
5. 1 2  https://br.noticias.yahoo.com/empresa-brasileira-cria-pelicula-que-mata-coronavirus-em-superficies-185327453.html
6. ↑  https://www.istoedinheiro.com.br/veja-lista-de-produtos-que-ajudam-a-prevenir-a-covid-19/
7. ↑  https://tvbrasil.ebc.com.br/tags/biocobre
8. ↑  https://www.sindiconet.com.br/informese/biocobre-um-heroi-na-luta-contra-a-covid19-mercado-coluna-de-olho-no-mercado
9. ↑  https://bandrio.band.uol.com.br/jornaldorio/videos/16836127/cobre-ajuda-na-protecao-contra-o-coronavirus
10. ↑  https://recordtv.r7.com/fala-brasil/videos/pesquisa-mostra-que-adesivo-a-base-de-cobre-inativa-o-coronavirus-em-superficies-24092020
11. ↑  https://www.gov.br/inpi/pt-br/servicos/patentes/tecnologias-para-covid-19/Tecnologias
12. ↑  https://www.terra.com.br/noticias/dino/inovacao-brasileira-e-a-ultima-novidade-contra-a-covid-19,4f8fcad1c3bd75e9130b7d19d975d58dh4wmflyq.html
13. ↑  https://ricmais.com.br/videos/parana-no-ar/adesivo-de-ions-de-cobre-pode-ser-eficaz-contra-a-covid-19/
14. ↑  https://biocobre.com.br/Biocobre_Laudo.pdf
15. ↑  https://www.nejm.org/doi/full/10.1056/nejmc2004973
16. ↑  https://pubmed.ncbi.nlm.nih.gov/23571364/
17. ↑  https://biocobre.com.br/comprar